# Civitaquana
Civitaquana là một đô thị thuộc tỉnh Pescara trong vùng Abruzzo Ý. Đô thị này có diện tích 21 km², dân số năm 2001 là 1395 người. Các làng trực thuộc: Androna, Bauglione, Colle del Popolo, Colle Scurcola, Colle Vertiere, Piano Scarpara, Salaiano, Solagne, Vicenne.
Civitaquana giáp các đô thị: Brittoli, Catignano, Civitella Casanova, Cugnoli, Loreto Aprutino, Pietranico, Vicoli.